# Polymeria calycina
Polymeria calycina är en vindeväxtart som beskrevs av Robert Brown. Polymeria calycina ingår i släktet Polymeria och familjen vindeväxter. Inga underarter finns listade i Catalogue of Life.